# Echinoleucopis ceroplastophaga
Echinoleucopis ceroplastophaga är en tvåvingeart som först beskrevs av Blanchard 1938.  Echinoleucopis ceroplastophaga ingår i släktet Echinoleucopis och familjen markflugor. Inga underarter finns listade i Catalogue of Life.